# Andrzej Wójs
Andrzej Wójs (Nowy Sącz, 5 de diciembre de 1979) es un deportista polaco que compitió en piragüismo en la modalidad de eslalon. Ganó dos medallas de bronce en el Campeonato Mundial de Piragüismo en Eslalon, en los años 2002 y 2003, y dos medallas en el Campeonato Europeo de Piragüismo en Eslalon, plata en 1996 y bronce en 2004.

## Palmarés internacional
| Campeonato Mundial | Campeonato Mundial            | Campeonato Mundial | Campeonato Mundial |
| Año                | Lugar                         | Medalla            | Competición        |
| ------------------ | ----------------------------- | ------------------ | ------------------ |
| 2002               | Bourg-Saint-Maurice (Francia) | Medalla de bronce  | C2 por equipos     |
| 2003               | Augsburgo (Alemania)          | Medalla de bronce  | C2 por equipos     |
| Campeonato Europeo |                               |                    |                    |
| Año                | Lugar                         | Medalla            | Competición        |
| 1996               | Augsburgo (Alemania)          | Medalla de plata   | C2 por equipos     |
| 2004               | Skopie (Macedonia)            | Medalla de bronce  | C2 por equipos     |